# Grevé

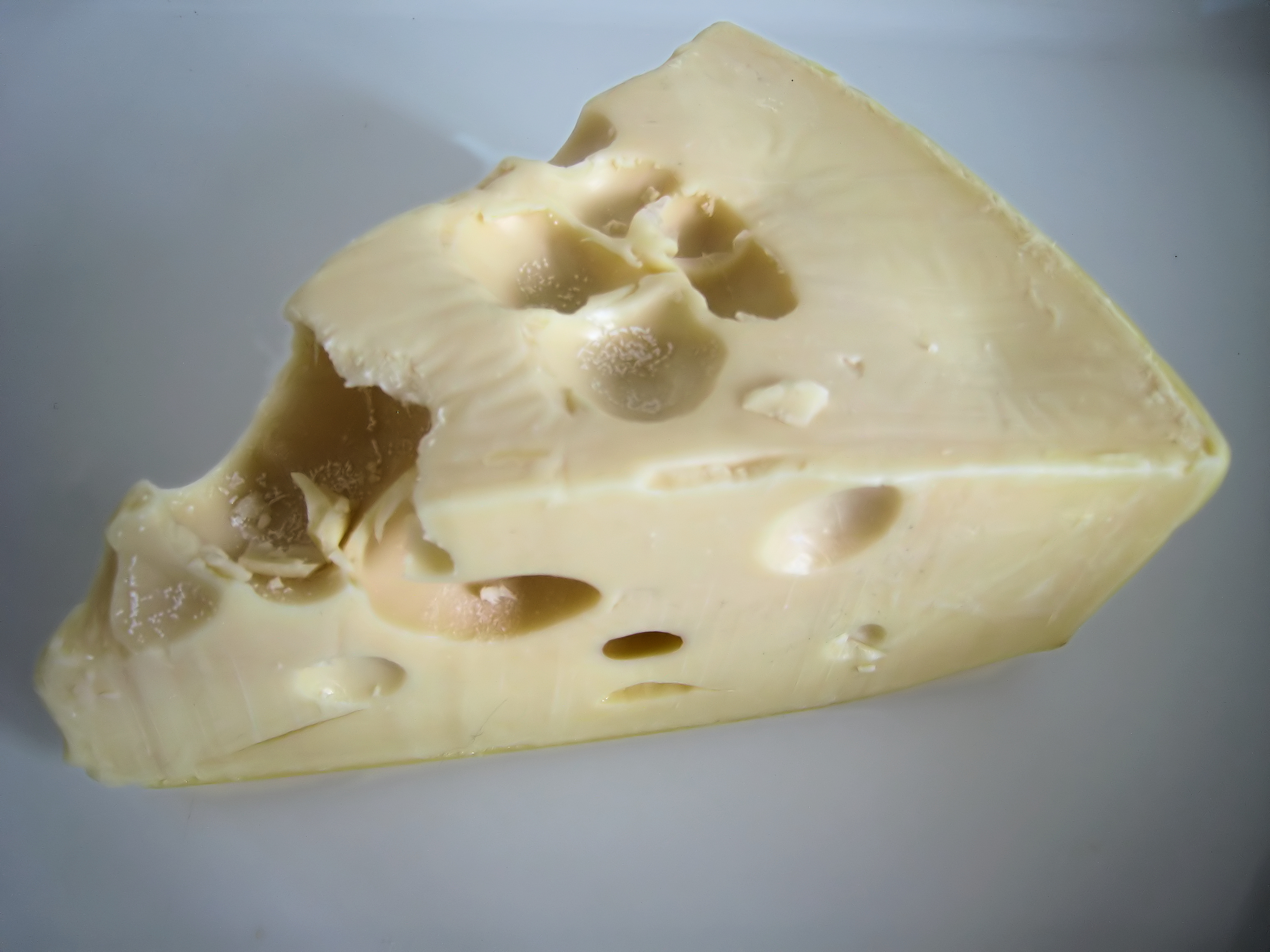
En bit lagrad Grevé med synliga saltkristaller.

Grevé är en rundpipig svensk hårdost med en nötliknande, något sötaktig smak. Osten är inspirerad av den schweiziska emmentalern, men lite mer kompakt och spänstig med några få runda håligheter. Grevé är ett registrerat varumärke som sedan 2004 ägs av företaget Svenska Ostklassiker AB, ett dotterbolag till Svensk Mjölk.

## Historik
Grevé är en ung ost i jämförelse med andra svenska ostar, den registrerades som varumärke först 1964. Osten skapades på 1960-talet av två mejeriintresserade ingenjörer, Åke Berglöf och Yngve Johansson. Målet var att göra en svensk ost i stil med norska Jarlsberg. De hade skapat projektet Alpost på Örnsköldsviks ostförsöksstation men inte förrän 1963 tyckte de att de uppnått önskad kvalitet. De ville ha ett namn som klingade finare än Alpost, det fick gärna låta exotiskt och påminna lite om Gruyère som är en schweizisk ost av annan typ. I en bil på väg till Stockholm fick de fram namnet Grevé som också blev varumärkesnamnet.